# Parc de la nature de Cabárceno
Le Parc de la nature de Cabárceno est un parc zoologique espagnol situé en Cantabrie, à une quinzaine de km au sud de Santander, dans une ancienne mine de fer à ciel ouvert s'étendant sur les territoires des municipalités de Penagos et de Vilaescusa. Le parc appartient à Cantur (es), l'entreprise publique de promotion du tourisme du gouvernement de Cantabrie. Depuis 2015, il est dirigé par le vétérinaire Miguel Otí.
Membre permanent de l'Association européenne des zoos et aquariums, il s'engage dans la conservation ex situ en participant à des programmes européens pour les espèces menacées (EEP).
Sa superficie de 750 hectares en fait l'un des plus vastes zoos du monde. En 2014, il a accueilli environ 500 000 visiteurs.

## Histoire
Le parc abrita une mine de fer où le minerai fût exploité pendant plus de deux mille ans.
Le parc a ouvert en 1990.
En septembre 2016, le parc inaugure un téléphérique.
En janvier 2017, trois girafes mâles périssent dans l'incendie de leurs loges de nuit.

## Installations et faune présentée
La très grande superficie du parc lui permet de faire vivre les animaux sur de très grands espaces. Le plus grand enclos du parc est celui des ours bruns, couvrant 35 hectares, le second est partagé par les éléphants d'Afrique, les cobes de Lechwe et les buffles d'eau, couvrant environ 25 hectares. Le climat du parc lui permet d'être l'un des meilleurs endroits du monde pour abriter des animaux : des ours, des tigres, des lions, des girafes, des zèbres, des éléphants, des rhinocéros, des hippopotames, des hyènes, des cerfs, des loups, des singes, des antilopes, des bisons et d'autres animaux s'étant adaptés parfaitement. Une bonne alimentation, des travaux d'investigation ainsi qu'un bon contrôle des services vétérinaires permettent que les animaux en danger d'extinction se reproduisent parfaitement.

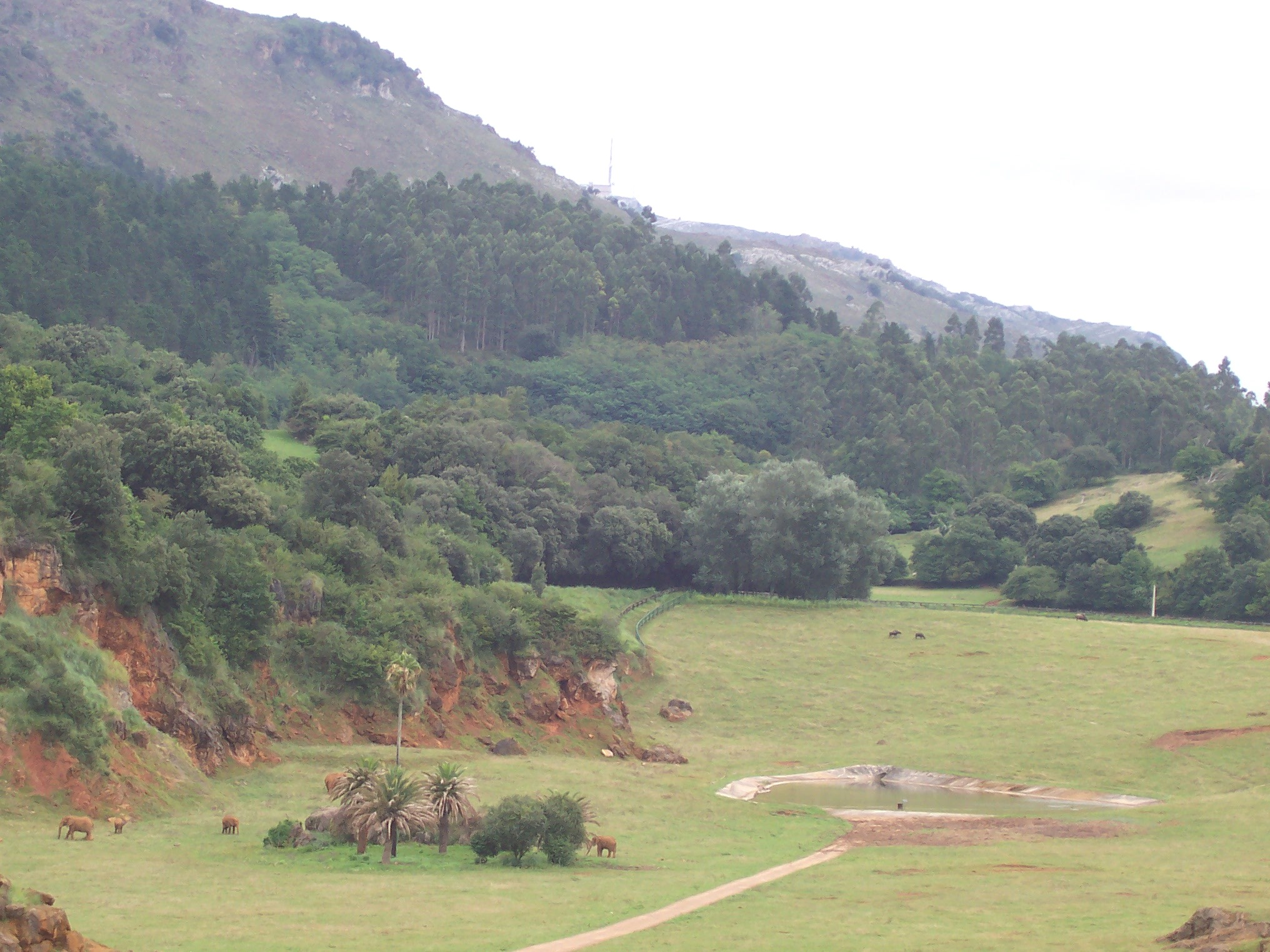
Enclos des éléphants d'Afrique
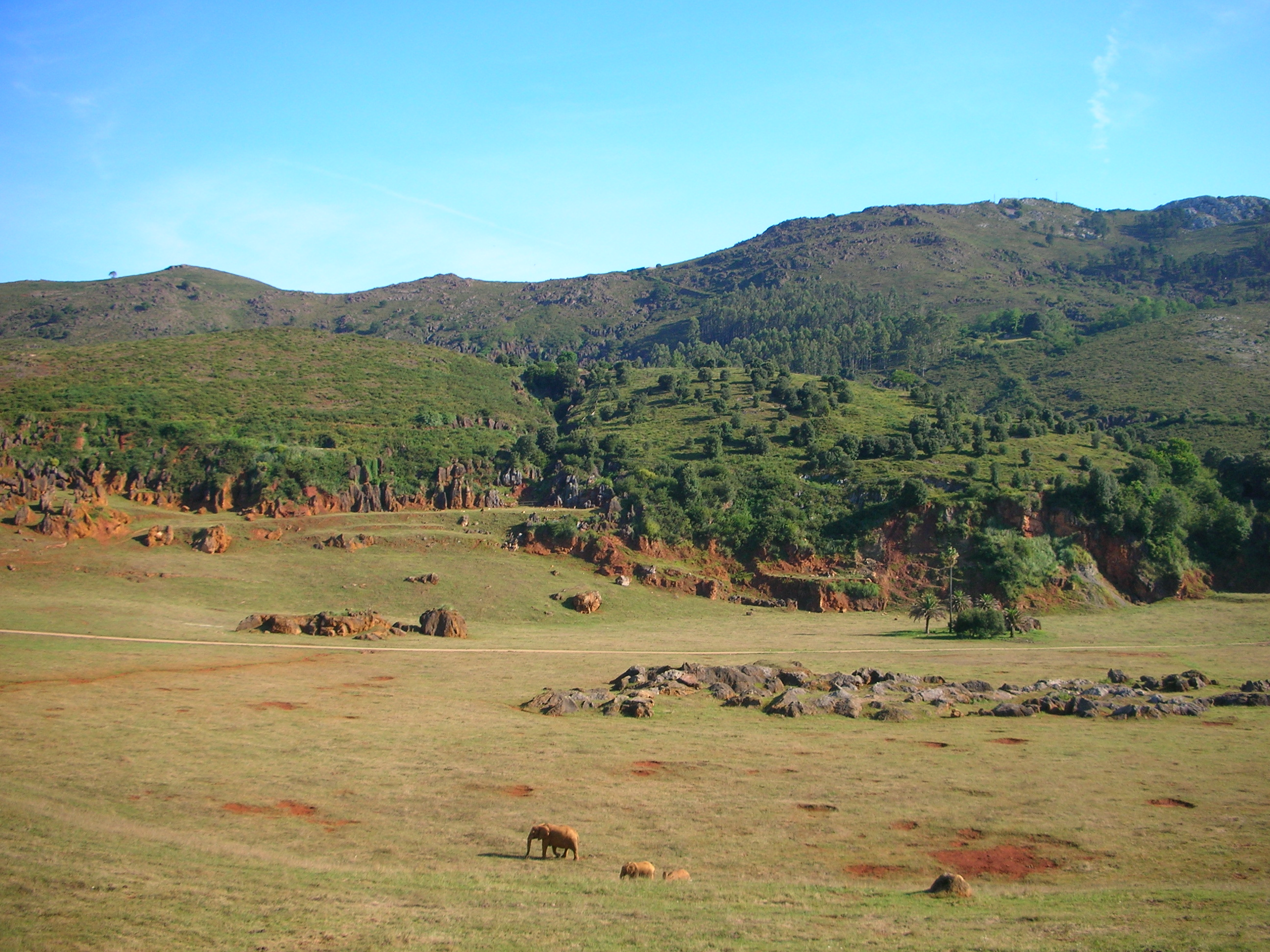
Éléphants
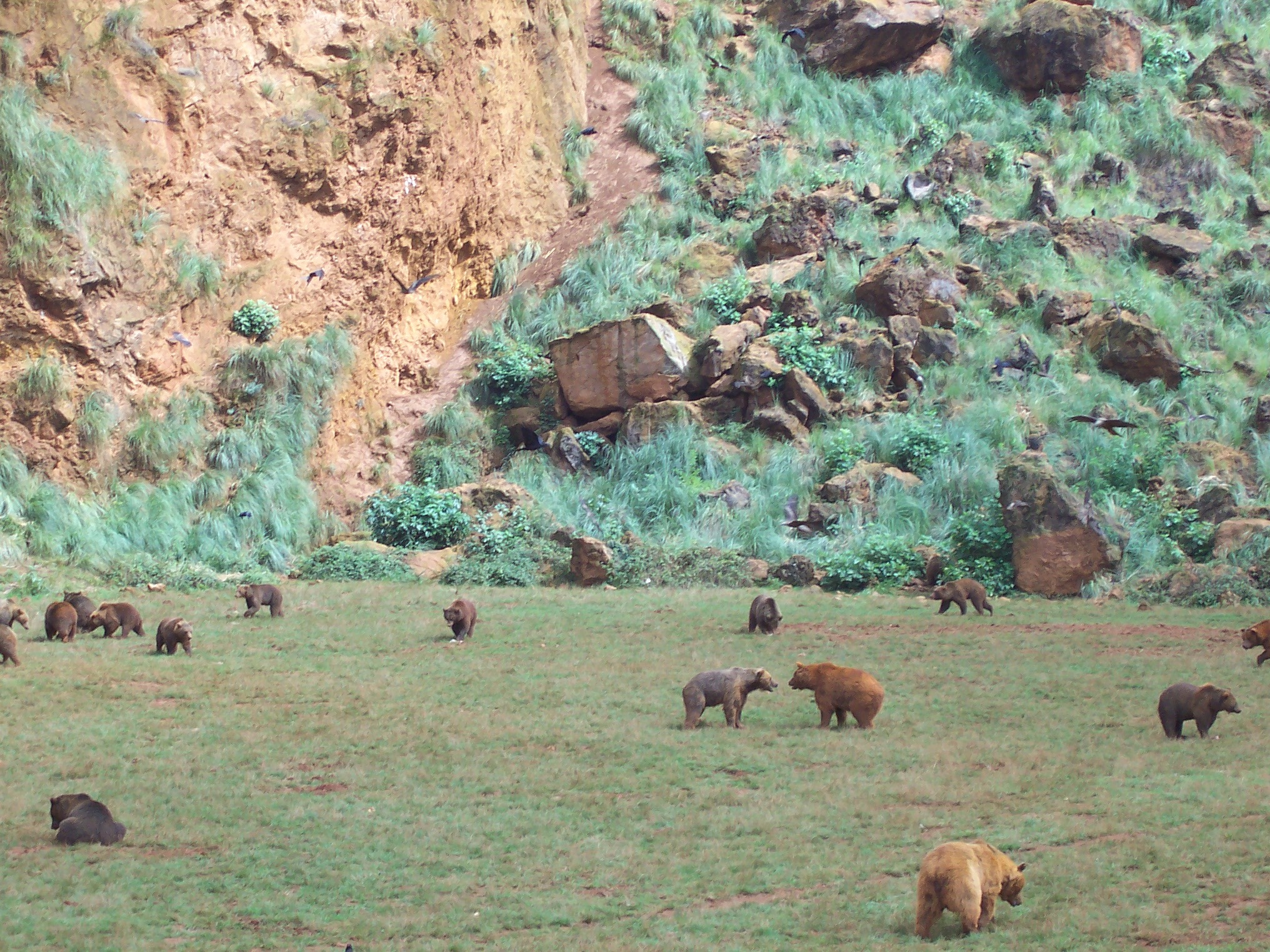
Enclos des ours bruns

Le parc dispose également d'une des plus grandes installations dédiées aux gorilles des plaines avec 1,45 hectare.

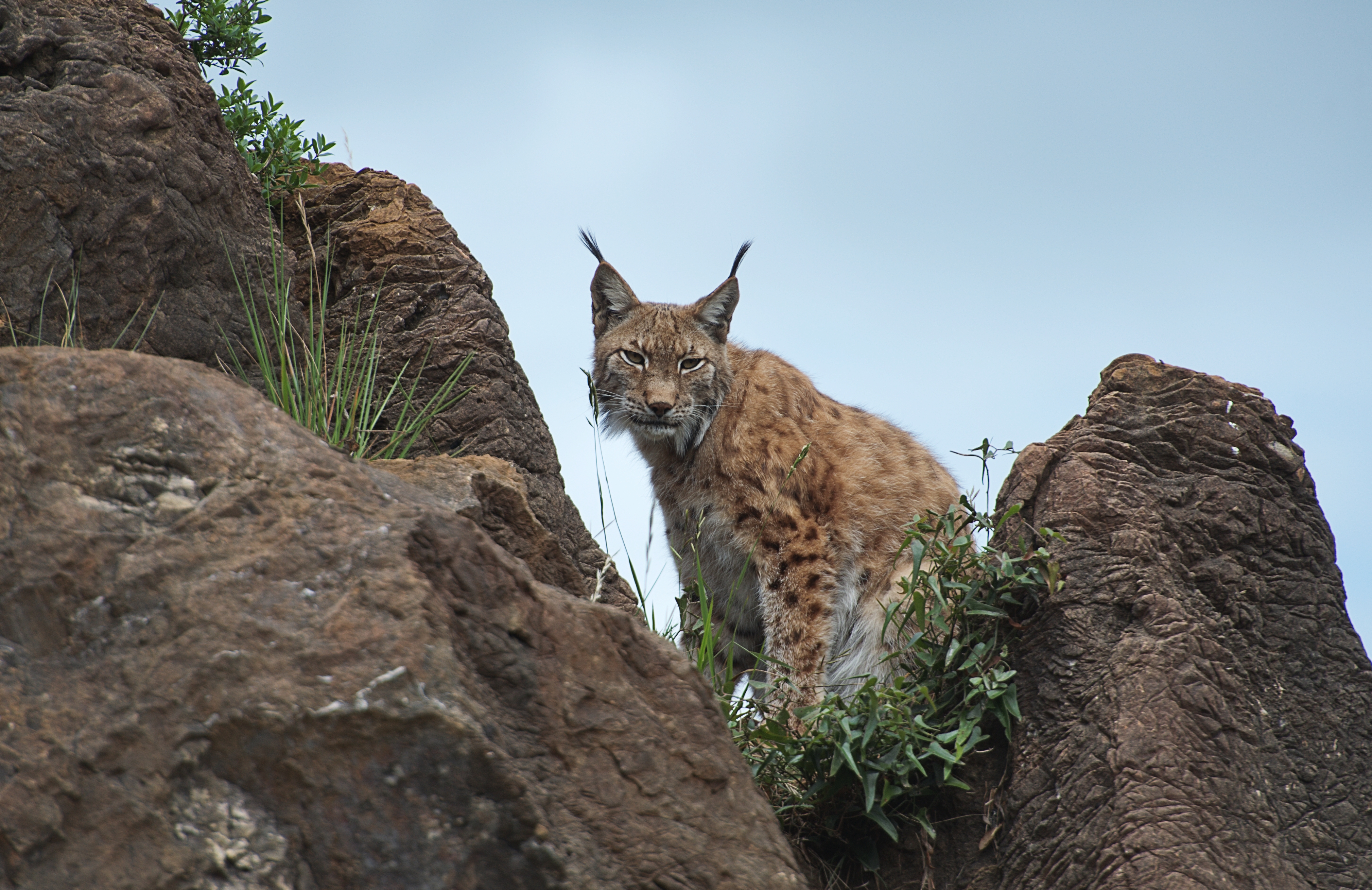
Lynx
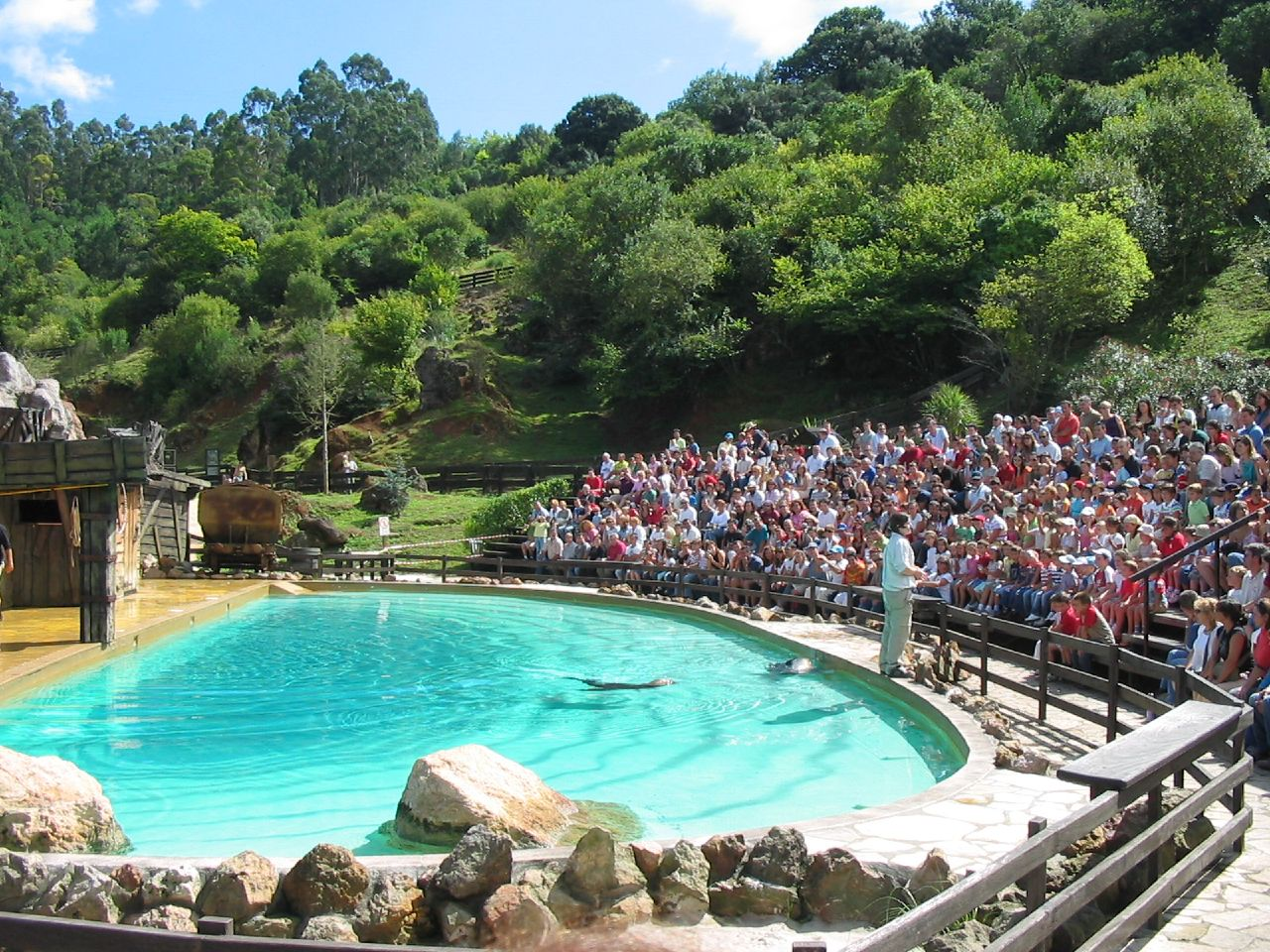
Bassin des otaries.
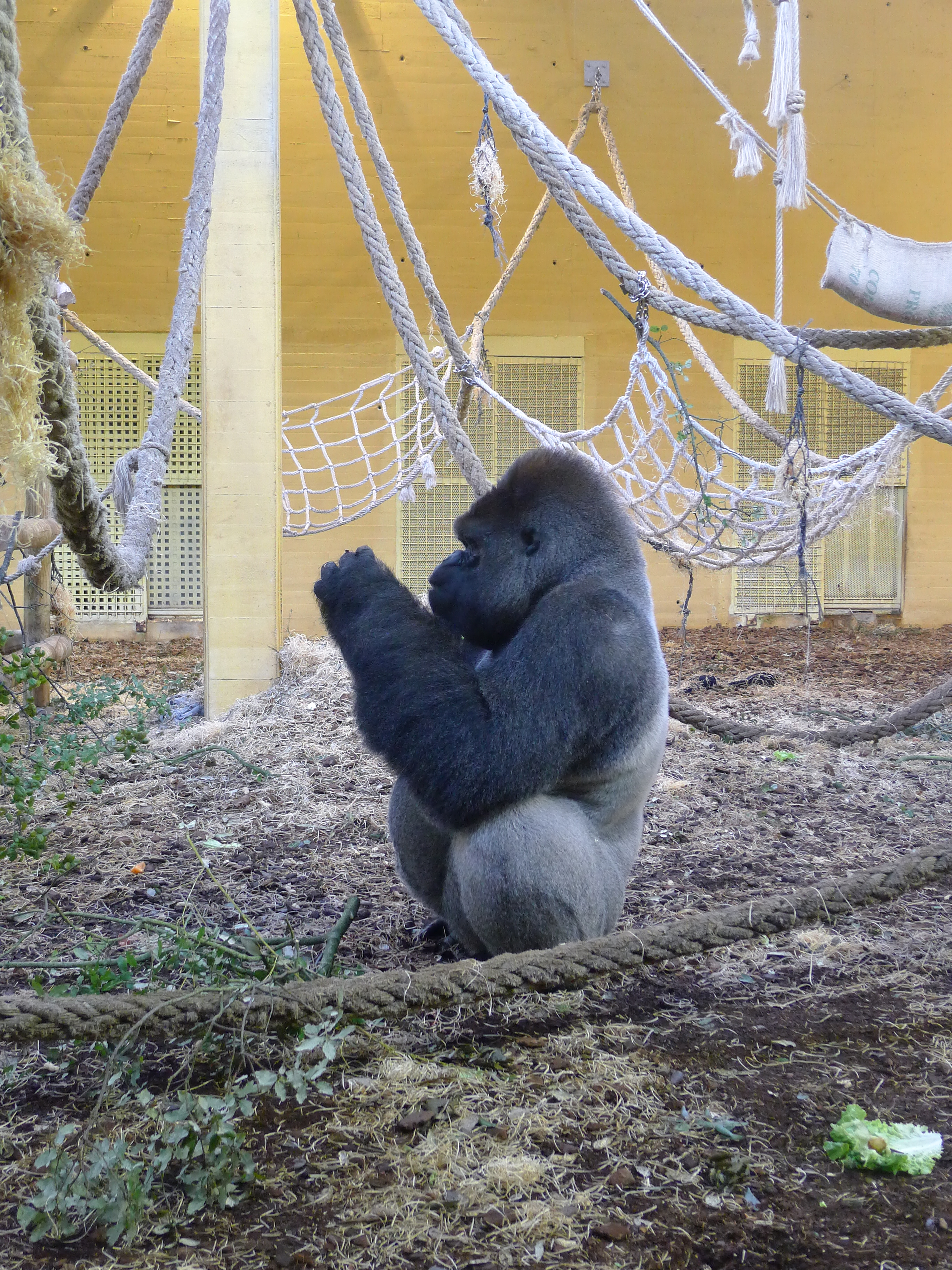
Gorille des plaines.

## Conservation
Membre permanent de l'Association européenne des zoos et aquariums, il s'engage dans la conservation ex situ en participant à des programmes européens pour les espèces menacées (EEP).

## Économie
En 2014, il a accueilli environ 500 000 visiteurs.